# Albert Samuel Gatschet
Albert Samuel Gatschet, né le 3 octobre 1832 à Beatenberg et mort le 16 mars 1907 à Washington, est un ethnologue et un linguiste suisse.

## Biographie
Fils du pasteur Karl Albert Gatschet et de Marie Ziegler, il suit ses études primaires et secondaires à Berne et Neuchâtel avant d'étudier, de 1846 à 1858, à l'Université de Berne puis à l'Université Humboldt de Berlin où il rencontre Alexandre de Humboldt dont les travaux vont influencer sa carrière. Entre 1865 à 1867, il publie ses Ortsetymologische Forschungen als Beiträge zu einer Toponomastik der Schweiz (Bern) (Recherches étymologiques sur les noms de lieux. Contribution à la toponymie de la Suisse (Berne). Il collabore ensuite à diverses revues scientifiques et littéraires de Berne. En 1868, il émigre aux États-Unis, s'établit à New York. À partir de 1874, il fait œuvre de pionnier dans l'étude des langues indigènes en Amérique du Nord. En 1877, il devient ethnologue dans les services de géologie des États-Unis puis, en 1879, membre du Bureau américain d'ethnologie de la Smithsonian Institution. En 1892, il reçoit le titre de docteur honoris causa de l'Université de Berne.
Gatschet a notamment publié des observations sur les tribus Karankawa du Texas et son étude des Klamath, de 1890, a été reconnue comme d'un intérêt exceptionnel.

## Quelques publications
- Zwölf Sprachen aus dem Südwesten Nordamerikas, Weimar, H. Böhlau, 1876 (OCLC 1446818)
- Analytical report upon Indian dialects spoken in Southern California, Nevada, and on the lower Colorado, &c., Washington, G.P.O., 1876 (OCLC 29292341)
- The Timucua language, Philadelphia, s.n., 1877 (OCLC 14635659)
- Adjectives of color in Indian languages, Philadelphia, 1879 (OCLC 254408849)
- Mythologic text in the Klamath language of southern Oregon, Chicago, Jameson and Morse, 1879 (OCLC 53944318)
- A migration legend of the Creek Indians, Philadelphia [etc.], D.G. Brinton [etc.], 1884 (OCLC 215273396)
- Classification into 7 linguistic stocks of Western Indian dialects contained in 40 vocabulariesReport upon United States' geographical surveys ; Bd. 7 / Hrsg. Wheeler
- The Klamath Indians of southwestern Oregon, Washington, Govt. print. off., 1890 (OCLC 1738984)
- Textes en langue timucua avec traduction analytique, Paris, J. Maisonneuve, 1890 (OCLC 11832169)

## Sources
- Albert Samuel Gatschet - 1832-1907 in American Anthropologist, New Series, Vol. 9, No. 3 (Jul. - Sep., 1907), p. 561-570, Blackwell Publishing on behalf of the American Anthropological Association

- (de) Cet article est partiellement ou en totalité issu de l’article de Wikipédia en allemand intitulé « Albert Samuel Gatschet » (voir la liste des auteurs).

- Notices d'autorité :   - VIAF
  - ISNI
  - BnF (données)
  - IdRef
  - LCCN
  - GND
  - CiNii
  - Espagne
  - Pays-Bas
  - Israël
  - NUKAT
  - Vatican
  - Norvège
  - Portugal
  - WorldCat